# سیارک ۱۲۹۵
سیارک ۱۲۹۵ (به انگلیسی: 1295 Deflotte، نامگذاری:1933WD) هزار و دویست و نود و پنجمین سیارک کشف شده‌است که در ۲۵ نوامبر ۱۹۳۳ و در الجزیره کشف شد.
قدر مطلق سیارک برابر ۱۰٫۶۰ است.